# Abasse Ba
Pour les articles homonymes, voir Ba (nom de famille).
Abasse Ba est un  ancien footballeur professionnel sénégalais né le 12 juillet 1976 à Pelel Kindessae au Sénégal. Il évoluait au poste de défenseur. Il s'est par la suite reconverti comme entraîneur et chroniqueur.

## Biographie
Abasse Ba a joué sous les couleurs de CS Louhans-Cuiseaux, de Dijon FCO et du Havre Athletic Club. Il effectue la majeure partie de sa carrière en Ligue 2 ou National sauf lors de l'accession du club normand en Ligue 1 lors de la saison 2008-2009. 
Le 26 avril 2009, il est prêté avec option d'achat au club qatari d'Al Rayyan Club avec lequel il se blesse gravement dès son premier match. Il retourne alors au Havre.
Le 2 avril 2011, lors d’un match de CFA de la réserve du HAC contre la réserve du FC Metz, il se blesse très gravement au genou droit. Cette blessure l'oblige à arrêter sa carrière de footballeur, à 35 ans. 
Il reste au Havre Athletic Club en tant que membre du staff de la réserve et passe en parallèle ses diplômes d'éducateur. 
Le 13 novembre 2012, il rejoint le staff de Christophe Revault, entraineur intérimaire du HAC. 
À la suite de la nomination de Erick Mombaerts, il retourne au sein du staff de l'équipe B du club, qui est reléguée en CFA 2 à l'issue de la saison 2012-2013. Il entraîne ensuite les U17 du HAC, à partir de 2020. En 2022, son contrat n'est pas prolongé. Il quitte donc le HAC, après cinq ans en tant que joueur et dix ans passés au sein du staff.
Lors de la saison 2022-2023, il est chroniqueur dans l'émission Kop Normandie, sur BFM Normandie.
A l'été 2023, il rejoint le FC Sochaux, en tant qu'adjoint d'Oswald Tanchot, par ailleurs ancien entraîneur du HAC.

## Palmarès
- Champion de France de Ligue 2 en 2008 avec Le Havre
- Champion de France de National en 1999 avec Louhans-Cuiseaux